# 山鹿市立鶴城中学校
山鹿市立鶴城中学校（やまがしりつかくじょうちゅうがっこう）は、熊本県山鹿市津留にあった中学校。2019年に閉校した。

## 沿革
- 1947年(昭和22年) - 三岳村外一ヶ村中学校組合立鶴城中学校創立。
- 1954年(昭和29年) - 山鹿市立鶴城中学校と改称。
- 2019年(平成31年) - 閉校。